# محمود الغيطاني
محمود الغيطاني هو روائي وناقد سينمائي مصري.

## تعليمه
حصل عام 1998 على ليسانس اللغة العربية والعلوم الإسلامية من كلية دار العلوم بجامعة القاهرة.

## حياته العملية
عمل محررًا ثقافيًا وفنيًا في جريدة «الولاء» المصرية الأسبوعية، وفي جريدة «البوابة» المصرية. كما عمل محررًا في موقع البوابة نيوز. وله العديد من الدراسات السينمائية والقصص المنشورة في مختلف المجلات والدوريات منها الفن السابع وأوراق ثقافية والرافعي وأدب ونقد وأخبار الأدب والثقافة الجديدة والأهالي والمحيط الثقافي.
الغيطاني هو عضو اتحاد كتّاب مصر، ونادي القلم الدولي، ونادي القصة اليمنية، وأتلييه القاهرة (جماعة الفنانين والأدباء). صدرت أولى رواياته بعنوان «كائن العزلة» عام 2006 عن دار سنابل للنشر والتوزيع.
اختير عضوًا بلجنة تحكيم مسابقة الأفلام التسجيلية في مهرجان فاس الدولي للفيلم الرياضي عام 2014، وعضوًا بلجنة اختيار الأفلام بمهرجان القاهرة السينمائي الدولي في دورته الـ36 عام 2014.

## مؤلفاته
- «كائن العزلة»، دار سنابل للنشر والتوزيع، 2006[4]
- «لحظات صالحة للقتل»، دار سنابل للنشر والتوزيع، 2008[5]
- «جنة الممسوسين»، الهيئة المصرية العامة للكتاب، 2008[6]
- «كادرات بصرية»، دار روافد للنشر، 2011[7][8]
- «زيف النقد»، فضاءات للنشر والتوزيع، 2017[9][10]
- ""اللامنتمي"، فضاءات للنشر والتوزيع، 2018[11]
- «الفساد السياسي في الرواية المغاربية»، فضاءات للنشر والتوزيع، 2019[12]
- «صناعة الصخب: ستون عامًا من تاريخ السينما المصرية»، 2021[1][13]

## جوائز
- المركز الثاني، مسابقة السينما، قصر السينما بالتعاون مع الهيئة العامة لقصور الثقافة، أغسطس 2007[2]
- المركز الثاني في جائزة ساويرس، أفضل عمل روائي عن رواية "كادرات بصرية" عام 2012.